# MSN Explorer
MSN Explorer foi um navegador da web desenvolvido pela Microsoft, que integra recursos do MSN com Windows Live como o MSN Hotmail (atualmente Outlook e Skype) em um navegador. Para fazer uso desses serviços, é necessária uma Windows Live ID (Antigamente conhecida como Microsoft Passport ou .NET Passport). A versão 6 do software é incluído no Windows XP. A versão 7 foi lançada no mesmo tempo que no Windows XP. MSN 8 e 9 foram lançados em 2002 e 2004, respectivamente.
MSN Explorer é essencialmente uma versão do Internet Explorer modificada, e pode ser considerado como uma skin para o mesmo. O desenvolvimento da versão gratuita do MSN Explorer foi paralisada em favor de uma versão apenas disponível pelo serviço MSN Internet Access (Disponível apenas nos Estados Unidos), apesar da versão gratuita (Versão 7) ainda estar disponível para os usuários sem uma assinatura premium do MSN.
A partir da versão 9, os usuários devem pagar e assinar o serviço para utilizar o MSN Explorer. Também é requerido ao usuário que possua uma Windows Live ID, e dependendo da versão pode ou não ser requerido uma assinatura a outros serviços da MSN. A interface também inclui várias animações em  Flash para alertar ao usuário a chegada de e-mail ou  mensagens instantâneas, além de efeitos sonoros que saúdam o usuário e se despedem do mesmo, logo que fecham o programa. Versões a partir da 9.5 são compatíveis com Windows Vista. A versão 9.6 foi lançada em junho de 2008 e inclui revisões necessárias para uma nova tecnologia de sincronização da caixa de correio e para substituir o menu de opções do MSN Parental Controls (Controle de pais) para o novo Windows Live Family Satefy.
O software está disponível em 22 idiomas e pode ser baixado da página de versões internacionais do produto.

## Recursos e serviços
- Favoritos
- Calendário
- Windows Live Hotmail
- Windows Live Messenger
- Livro de endereços do Windows Live (Windows Live Address Book)
- MSN Photos (Apenas nos Estados Unidos)
- Windows Live Spaces
- Windows Live Search
- MSN Encarta
- MSN Entretenimento
- MSN Dinheiro
- MSN Shopping
- MSN Viagem
- MSN Mapas
- Pessoas & Chat (Descontinuado)